# Robert R. Sears

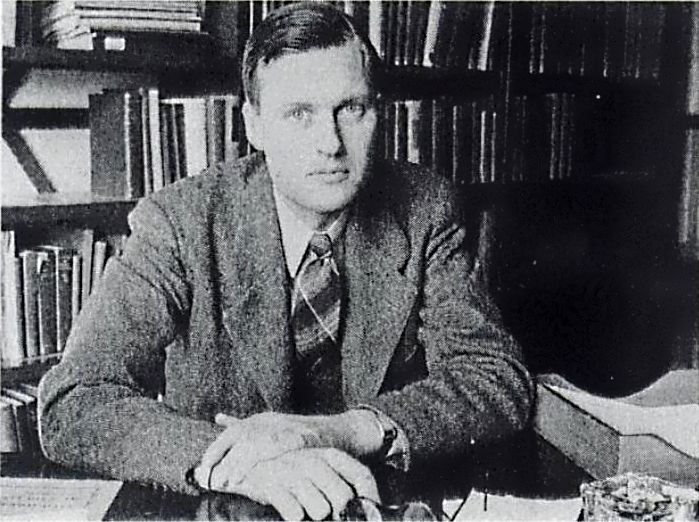
Robert Richardson Sears (1940er Jahre)

Robert Richardson Sears (* 31. August 1908 in Palo Alto; † 22. Mai 1989 in Menlo Park) war ein US-amerikanischer Entwicklungs- und Persönlichkeitspsychologe. Er war u. a. an der Entwicklung der Frustrations-Aggressions-Hypothese der Yale-Gruppe beteiligt, untersuchte die Auswirkungen von Erziehungspraktiken auf Persönlichkeit und Verhalten und führte über drei Jahrzehnte die Terman-Studie an der Stanford University fort.

## Leben
Seine Eltern waren Jesse Brundage Sears, Professor an der Stanford University, und Stella Louise (Richardson) Sears. Als Kind besuchte Sears die Palo Alto Union High School. Danach studierte er an der Stanford University und erwarb dort 1929 seinen B.A. und 1932 an der Yale University seinen Ph.D. Er wechselte dann von 1932 bis 1936 an die University of Illinois. Von 1942 bis 1949 leitete er die Child Welfare Research Station an der University of Iowa und beschäftigte sich mehrere Jahre über Auswirkungen elterlicher Erziehungsstile auf deren Kinder. Hier arbeitete er mit Persönlichkeiten wie Kurt Lewin zusammen. Während seiner Zeit in Illinois arbeitete er als klinischer Psychologe am Institute for Juvenile Research in Chicago und während seiner Zeit in Yale am Institute for Human Relations. 1949 bis 1953 arbeitete er als Entwicklungspsychologe an der Harvard University. Hier wurde er Leiter des Labors für menschliche Entwicklung und leitete eine weitere Studie über die Auswirkungen von Erziehungspraktiken auf die Persönlichkeit und das Verhalten von Kindern. 1953 ging er an der Stanford University zurück. Er war hier von 1953 bis 1961 Lehrstuhlinhaber für Psychologie und von 1961 bis 1970 Dekan der School of Humanities and Sciences, zudem fungierte er als Organisator und erster Leiter des Boys' Town Center for Youth Development in Stanford, heute Center for the Study of Children, Youth, and Families. Er leitete nach dem Tod von Lewis M. Terman über drei Jahrzehnte fünf Folgeuntersuchungen der Terman-Studie (genetic studies of genius (GSG)) zu begabten Kindern. 1970 wurde er zum David-Starr-Jordan-Professor für Psychologie in Stanford ernannt, dieses Amt hatte er bis zu seiner Pensionierung im Jahr 1973 inne.

## Werk
In seiner Zeit an der Yale-Universität wurde von ihm in Zusammenarbeit mit John Dollard, Leonard Doob, Neal Miller und Orval Hobart Mowrer die Frustrations-Aggressions-Hypothese zur Erklärung von aggressivem Verhalten entwickelt. Diese basiert auf zahlreichen Studien, die von der Gruppe durchgeführt wurden und die von einer Vielzahl von Disziplinen wie Psychologie, Anthropologie und Soziologie inspiriert waren. Auch Marxismus, Psychoanalyse und Behaviorismus wurden von der Yale-Gruppe in ihrer Forschung ausgewertet. Ihre Theorie galt für Menschen, aber auch für Tiere. Die Veröffentlichung löste eine intensive Kontroverse zu diesem Thema aus. Viele Sozialwissenschaftler lehnten die sehr strenge Definition von Frustrationsreaktionen sowie die Definition des Frustrationskonzepts ab. 1941 änderte die Yale-Gruppe ihre Theorie aufgrund der zahlreichen Kritiken und der von anderen Psychologen veröffentlichten Studien in dem Sinn ab, dass Aggression nur eine von mehreren Möglichkeiten ist, auf Frustration zu reagieren.
In seinen entwicklungspsychologischen Arbeiten werden auf empirischem Weg die Bandbreite und Dimensionen mütterlicher Erziehungspraktiken (Fütterung, Toilettentraining, Abhängigkeit, Sexualitätsentwicklung, Aggression, Einschränkungen und Anforderungen, Entwicklung des Gewissens) in Abhängigkeit von Geschlecht und Geburtsreihenfolge des Kindes, dem sozioökonomisches Niveau, der Bildung und dem Alter der Mutter beschrieben und deren Bedeutung für das Werden der Persönlichkeit in Bezug auf den Erziehungsprozess untersucht. Die von ihm und anderen entwickelte Theorie des sozialen Lernens, die dann von Albert Bandura als Sozialkognitive Lerntheorie weiterentwickelt wurde, begann als Versuch, die psychoanalytische und die Stimulus-Response-Lerntheorie zu einer umfassenden Erklärung des menschlichen Verhaltens zu verschmelzen, wobei sie sich auf den klinischen Reichtum der ersteren und die Strenge der letzteren stützte.
Mit der Terman-Studie kam Sears bereits früh als Proband in Kontakt: Er gehörte zu den 1500 Kindern mit hohen IQ-Werten, die Lewis M. Terman für die 1921 begonnene Studie ausgewählt hatte. Mit der Studie sollte festgestellt werden, ob hochbegabte Kinder im Laufe ihres Heranwachsens zu sozialem Ungleichgewicht oder geistigen oder körperlichen Krankheiten neigen. 1956 übernahm Sears als Leiter diese Längsschnittstudie. Ein Ergebnis unter seiner Leitung war, dass die „Terman-Kinder“ in vielerlei Hinsicht besser abschnitten als der Durchschnitt, aber nicht unbedingt bessere Ehen führten. Er meinte dazu: „Their family lives have been no better than the general population. Brains don’t guarantee some kinds of outcomes in life.“ Die späteren Ausgaben der Terman Study of the Gifted zeichnen die Entwicklung der Männer und Frauen in den Jahren des höheren Alters nach, als die meisten von ihnen in ihren 1960er und 1970er Jahren waren. Die Ergebnisse bieten fundierte Einblicke in die Determinanten des erfolgreichen Alterns.

## Ehrungen
- 1947–1950: Vorsitzender der Commission child development des  National Research Council
- 1950–1953: Stellvertretender Vorsitzender des Social Science Research Council
- 1951: Präsident der American Psychological Association (APA)
- 1956: Mitglied der American Academy of Arts and Sciences
- 1962: Mitglied der American Philosophical Society
- 1964: Präsident der Western Psychological Association
- 1973–1975: Präsident der Society for Research in Child Development
- 1975: Distinguished Scientific Contribution Award der American Psychological Association[3]

## Privates
Er war zwischen 1932 und 1989 verheiratet mit der Pädagogischen Psychologin Pauline („Pat“) K. Snedden Sears (1908–1993), sie hat u. a. mit Kurt Lewin zum Aspirationsniveau geforscht. Zusammen mit Robert hat sie ein Buch verfasst und beide sind mit der APA-Goldmedaille für besondere Leistungen in der Psychologie ausgezeichnet worden. Das Paar bekam den Sohn David O. Sears (* am 24. Juni 1935 in Urbana, Illinois), ehemaliger Professor für Psychologie und Politikwissenschaft an der University of California, Los Angeles (UCLA), und die jüngere Tochter Nancy Sears Barker.

## Publikationen (Auswahl)
- Mit John Dollard; Leonard Doob; Neal Elgar Miller; Orval Hobart Mowrer; in Zusammenarbeit mit Clellan S. Ford; Carl Iver Hovland; Richard T. Sollenberger: Frustration and aggression.  Institute of human relations by Yale University Press, New Haven 1939.
- Survey of Objective Studies of Psychoanalytic Concepts, a Report Prepared for the Committee on Social Adjustment by Robert R. Sears. Social Science Research Council, New York, 1947.
- Mit E. E. Maccoby; H. Levin: Patterns of Child Rearing. Stanford University Press, Stanford 1957, ISBN 978-0-8047-0916-3.
- Seven Ages of Man: A Survey of Human Development. William Kaufmann 1973, ISBN 978-0-913232-06-4.
- Identification and Child Rearing. Stanford University Press, Stanford 1965, ISBN 978-0-8047-0261-4.
- Mit  Carole K. Holahan; Lee J. Cronbach: The Gifted Group in Later Maturity. Stanford University Press, Stanford 1995, • ISBN 978-0-8047-2407-4.